# Huisstijlen in het openbaar vervoer van Denemarken
De huisstijlen in het openbaar vervoer geven vooral weer de uitvoering van grafische vormgeving die openbaarvervoerbedrijven gebruiken om zichzelf herkenbaar en onderscheidend te maken naar het publiek. Dit artikel geeft een overzicht van die huisstijlen in Denemarken.

## Overzicht huisstijlen
| Kleur(en)                   | Informatie | Afbeelding |
| Arriva                      | Arriva | Arriva     |
| --------------------------- | --- | ---------- |
|                             | Geheel gele bus. Deze bussen rijden rond met het Movia logo |            |
|                             | Arriva heeft zich voor haar huisstijl laten inspireren door de kleur van natuurstenen. De basis is een tint van aquamarijn, een blauwgroen-achtige kleur. Deze kleur wordt gebruikt voor een groot gedeelte van de zijkanten, achterkant en de schortplaten rondom de trein. De huisstijl wordt aangevuld met de kleur van de Cotswold Stone, dit is een beige-achtige kleur van de steen die wordt aangeboord in het gebied Cotswolds, een heuvelrug in centraal Engeland. Deze kleur loopt vanuit de voorkant in een halve cirkel over de kop van de trein, geschetst door een witte streep. Het witte logo van Arriva bevindt zich net achter de halve cirkel. Een dunne gele lijn loopt rondom de bus in het midden van de schortplaten. |            |
| Bent Thykjær A/S            | |            |
|                             | Geheel lichtgele bus |            |
| Busselskabet Århus Sporveje | |            |
|                             | Geheel honinggele bus |            |
| DitoBus                     | |            |
|                             | Witte basis met roodoranje vlakken op de rechter helft van de voorkant en voorste deel van de rechter zijkant en de linker helft van de achterkant en de achterste deel van de linker zijkant. De bussen hebben de logo van Movia. |            |
| HUR Trafik                  | |            |
|                             | Geel-oranje basis met rode vlakken op de rechter helft van de voorkant en voorste deel van de rechter zijkant en de linker helft van de achterkant en de achterste deel van de linker zijkant. |            |
|                             | Geel-oranje basis met blauwe vlakken op de rechter helft van de voorkant en voorste deel van de rechter zijkant en de linker helft van de achterkant en de achterste deel van de linker zijkant. |            |